# Liste der Baudenkmäler in Kiefersfelden
Auf dieser Seite sind die Baudenkmäler in der oberbayerischen Gemeinde Kiefersfelden zusammengestellt. Diese Tabelle ist eine Teilliste der Liste der Baudenkmäler in Bayern. Grundlage ist die Bayerische Denkmalliste, die auf Basis des Bayerischen Denkmalschutzgesetzes vom 1. Oktober 1973 erstmals erstellt wurde und seither durch das Bayerische Landesamt für Denkmalpflege geführt wird. Die folgenden Angaben ersetzen nicht die rechtsverbindliche Auskunft der Denkmalschutzbehörde.

## Einzeldenkmäler

### Kiefersfelden
| Lage                                                  | Objekt                                    | Beschreibung | Akten-Nr.              | Bild           |
| ----------------------------------------------------- | ----------------------------------------- | --- | ---------------------- | -------------- |
| Am Rain 45 (Standort)                                 | Ehemaliges Bauernhaus                     | Einfirsthof, sogenannter Schröckerhof, zweieinhalbgeschossiger Flachsatteldachbau mit verputztem Blockbauobergeschoss, offenem Blockbaugiebel und zwei Lauben, modern bezeichnet 1721, Wirtschaftsteil ausgebaut. | D-1-87-148-4 Wikidata  | weitere Bilder |
| Bahnhofstraße 8 (Standort)                            | Wegkruzifix                               | hölzernes und bemaltes Christus-Corpus, wohl 18. Jahrhundert, mit bemalter Bildtafel der Maria, Ende 19. Jahrhundert. | D-1-87-148-5 Wikidata  | weitere Bilder |
| Bahnhofstraße 10 (Standort)                           | Villa                                     | zweigeschossiger Bau mit abgewalmten Dächern, Rundturm mit Haubendach, Treppenturm, Segment- und Rundbogenfenstern, Sterntüren und Putzgliederungen, reduzierter Historismus, 1896; Eingangsportal, überdachter Torbogen, gleichzeitig; Remise, Mansarddachbau mit Gauben, Dachreiter und Putzgliederungen, um 1900.                                                                                    | D-1-87-148-6 Wikidata  | weitere Bilder |
| Dorfstraße 5 (Standort)                               | Gasthof Baumayr                           | traufseitiger zweieinhalbgeschossiger Flachsatteldachbau mit Segmentbogenportal und -fenster, geschnitzter Tür, Putzgliederungen sowie Wandmalereien, biedermeierlich, Schlussstein des Portals bezeichnet 1843. | D-1-87-148-1 Wikidata  | weitere Bilder |
| Dorfstraße 18; Nähe Pfarrer-Gierl-Weg (Standort)      | Katholische Pfarrkirche Heilig Kreuz      | Zentralbau über Kreuzgrundriss mit Satteldach, Westturm mit Welscher Haube, Marmorportal und Putzgliederungen, neubarock, 1904–05 nach Plänen von Johann Baptist Schott; mit Ausstattung; Kriegerdenkmal in Form einer Mariensäule mit Widmungstafel auf Basis, Tafel bezeichnet 1895; Kriegerdenkmal, halboffener Rundbau mit Zeltdach, Reiterrelief, Marmorschale und Inschrift, 1957, von Emil Hipp. | D-1-87-148-2           | weitere Bilder |
| Dorfstraße 52 (Standort)                              | Pestkapelle St. Sebastian                 | polygonaler Zentralbau mit Satteldach, Holzdachreiter mit Spitzhelm und Putzgliederungen, über der Tür bezeichnet 1616; mit Ausstattung. | D-1-87-148-3 Wikidata  | weitere Bilder |
| Drei-Brunnen-Weg 5 (Standort)                         | Bauernhaus                                | Einfirsthof, sogenannt Beim Großhuber, zweigeschossiger Flachsatteldachbau mit Blockbauobergeschoss, dreiseitig umlaufender Laube, Hochlaube und polygonem Eckerker, 1. Hälfte 18. Jahrhundert | D-1-87-148-8 Wikidata  | weitere Bilder |
| Drei-Brunnen-Weg 10; Drei-Brunnen-Weg 10 a (Standort) | Ehemaliges Bauernhaus                     | Einfirsthof, sogenannter Wagnerbauer, zweigeschossiger Flachsatteldachbau mit Blockbauobergeschoss, umlaufender Laube und Hochlaube, 18. Jahrhundert | D-1-87-148-9 Wikidata  | weitere Bilder |
| Drei-Brunnen-Weg 15 (Standort)                        | Ehemaliger Getreidekasten                 | urspr. zu Haus Nr. 10 (Wagnerbauer) gehörig, zweigeschossiger Flachsatteldachbau in Hanglage mit Blockbauobergeschoss und Laube, Anfang 19. Jahrhundert | D-1-87-148-65 Wikidata | weitere Bilder |
| Egelseeweg (Standort)                                 | Bildstock                                 | bemalte hölzerne Heiligenfigur des Johann-Nepomuk, 2. Hälfte 18. Jahrhundert | D-1-87-148-10 Wikidata | weitere Bilder |
| Friedhofweg 9 (Standort)                              | Leichenhalle                              | erdgeschossiger Walmdachbau mit Vorhalle auf Säulen, Rundbogenfenstern, Reliefs und Brunnen, 1924 von Architekt Karl Kugler. | D-1-87-148-11 Wikidata | weitere Bilder |
| Friedhofweg 11 (Standort)                             | Katholische alte Pfarrkirche Heilig Kreuz | Saalbau mit Satteldach und Westturm mit Zwiebelhaube,1685-90 Neubau unter Verwendung älterer Außenmauern, 1731–33 Umgestaltung; mit Ausstattung. | D-1-87-148-12 Wikidata | weitere Bilder |
| Innstraße 35 (Standort)                               | Wohnteil eines Bauernhauses               | zweigeschossiger Satteldachbau mit Blockbauobergeschoss, dreiseitig umlaufender Laube und Hochlaube, um 1800. | D-1-87-148-13 Wikidata | weitere Bilder |
| Innstraße 36 (Standort)                               | Ehemaliges Arbeiterwohnhaus               | zweieinhalbgeschossiger Halbwalmdachbau mit Zwerchhäusern und marmornem Portalgewände, Ende 18. Jahrhundert | D-1-87-148-14 Wikidata | weitere Bilder |
| Innstraße 39 (Standort)                               | Ehemalige Direktionsvilla                 | zweigeschossiger Halbwalmdachbau, um Mitte 19. Jahrhundert | D-1-87-148-15 Wikidata | weitere Bilder |
| Innstraße 50 (Standort)                               | Kapelle                                   | sogenannte Kieferkapelle St. Johann Nepomuk, Satteldachbau mit Glockentürmchen, 1819; mit Ausstattung. | D-1-87-148-18 Wikidata | weitere Bilder |
| Innstraße 51 (Standort)                               | Wohnhaus                                  | sogenanntes Unterhaus in Unterkiefer, Doppelhaus, zweigeschossiger Flachsatteldachbau mit Blockbauobergeschoss, umlaufenden Lauben und Hochlauben, Firstpfetten bezeichnet 1720 und 1750. | D-1-87-148-16 Wikidata | weitere Bilder |
| Innstraße 52 (Standort)                               | Arbeiterwohnhaus                          | Ehemaliges Arbeiterwohnhaus des Eisenwerks, sog. Blaahaus, zweigeschossiger Blockbau mit Flachsatteldach, allseitig umlaufender Laube und Hochlaube, bez. 1696; von der Blaahausstraße 12 im Jahr 1995/96 an den jetzigen Standort transloziert; dient jetzt als Heimatmuseum | D-1-87-148-7           | weitere Bilder |
| Innstraße 55 (Standort)                               | Troadkastn                                | Ehemaliger Getreidekasten, zweigeschossiger Blockbau, 18. Jh.; im Jahr 1997 aus dem Weiler Windhag hierher transloziert. | D-1-87-148-89          | weitere Bilder |
| Innstraße 59 (Standort)                               | Ehemaliges Zollhaus                       | Massivbau mit Zeltdach, Rundbogentür und Putzgliederungen, klassizistisch um Mitte 19. Jahrhundert | D-1-87-148-17 Wikidata | weitere Bilder |
| König-Otto-Straße 1; Bahnhofstraße 2 (Standort)       | Wohnteil des ehemaligen Bauernhauses      | sogenannt Beim Hödermayr, zweigeschossiger Flachsatteldachbau mit polygonem Eckerker, bemalter Laube, Hochlaube und Balkenköpfen sowie Wandmalereien, 2. Hälfte 18. Jahrhundert; Garteneinfriedung, Pfeiler und kleiner Torbogen aus Tuffsteinmauerwerk mit schmiedeeisernem Ziergitter, um 1915. | D-1-87-148-19 Wikidata | weitere Bilder |
| König-Otto-Straße 7 (Standort)                        | Landhaus                                  | zweigeschossiger Bau auf hohem Sockelgeschoss mit Sattel- und Schopfwalmdach, Zwerchhaus, Zierfachwerk und eingezogenem Giebelbalkon, gartenseitiger Erkerturm mit Haubendach, in historisierendem Jugendstil, 1903 | D-1-87-148-85          | weitere Bilder |
| König-Otto-Straße 52 (Standort)                       | Kath. König-Otto-Kapelle                  | Saalbau mit Satteldach, nordöstlichem Dachreiter mit Spitzhelm, Vorhalle und Treppenanlage, Ziegelmauerwerk mit Werksteindetails, neugotisch, 1834 nach Plan von Joseph Daniel Ohlmüller; mit Ausstattung. | D-1-87-148-20 Wikidata | weitere Bilder |
| Oberer Römerweg 2 (Standort)                          | Bauernhaus                                | Einfirsthof, zweigeschossiger Flachsatteldachbau mit Laube und verbretterter Hochlaube, im Kern 17. und 18. Jahrhundert | D-1-87-148-21 Wikidata | weitere Bilder |
| Rathausplatz 1, (im Rathaus) (Standort)               | vier barocke Ölgemälde                    | Heiligenbilder und Ortsansichten | D-1-87-148-22          | BW             |
| Theaterweg 7 (Standort)                               | Bühneneinrichtung                         | Im modernen Theatergebäude historische Bühneneinrichtung. | D-1-87-148-23 Wikidata | weitere Bilder |

### Au
| Lage                          | Objekt      | Beschreibung | Akten-Nr.              | Bild |
| ----------------------------- | ----------- | --- | ---------------------- | ---- |
| Auweg 22 (Standort)           | Wandmalerei | drei Wandgemälde an der südlichen Giebelseite des Bauernhauses, 2. Hälfte 18. Jahrhundert | D-1-87-148-24 Wikidata | BW   |
| Auweg 24; Auweg 26 (Standort) | Bauernhaus  | Einfirsthof, zweigeschossiger Flachsatteldachbau mit Blockbauobergeschoss, Laube und verbretterter Hochlaube, Firstpfette bezeichnet 1719; ehemals Zuhaus, zweigeschossiger Satteldachbau mit Zierbundgiebel und Außentreppe, 1. Hälfte 19. Jahrhundert; Ehemaliger Getreidekasten, zweigeschossiger Holzbau mit Flachsatteldach, teilweise Blockbauwänden, Laube und verbretterter Hochlaube, 18. Jahrhundert | D-1-87-148-25 Wikidata | BW   |
| Auweg 26 (Standort)           | Zuhaus      | zweigeschossiger Flachsatteldachbau mit Blockbauobergeschoss und Laube, Firstpfette bezeichnet 1722. | D-1-87-148-26 Wikidata | BW   |

### Breitenau
| Lage                   | Objekt                | Beschreibung | Akten-Nr.              | Bild           |
| ---------------------- | --------------------- | --- | ---------------------- | -------------- |
| Breitenau 8 (Standort) | Ehemaliges Bauernhaus | Einfirsthof, sogenannt Zum Lederer, zweigeschossiger Flachsatteldachbau mit Eckerker, Blockbauobergeschoss, Laube und verbretterter Hochlaube, 18. Jahrhundert | D-1-87-148-28 Wikidata | weitere Bilder |

### Karr
| Lage              | Objekt     | Beschreibung | Akten-Nr.              | Bild           |
| ----------------- | ---------- | --- | ---------------------- | -------------- |
| Karr 1 (Standort) | Bauernhaus | Einfirsthof, zweigeschossiger Flachsatteldachbau mit Blockbauobergeschoss, dreiseitig umlaufender Laube und verbretterter Hochlaube sowie polygonem Eckerker, Blockbau bezeichnet 1629, Verbretterung und Laube 19. Jahrhundert | D-1-87-148-43 Wikidata | weitere Bilder |

### Kohlstatt
| Lage                          | Objekt                | Beschreibung | Akten-Nr.              | Bild           |
| ----------------------------- | --------------------- | --- | ---------------------- | -------------- |
| Kohlenbrennerweg 2 (Standort) | Ehemaliges Bauernhaus | Einfirsthof, zweigeschossiger Flachsatteldachbau mit Eckerker, Blockbauobergeschoss und umlaufender Laube, 18. Jahrhundert                | D-1-87-148-36 Wikidata | weitere Bilder |
| Thierseestraße 34 (Standort)  | Ehemaliges Bauernhaus | Einfirsthof, zweigeschossiger Flachsatteldachbau mit Blockbauobergeschoss, umlaufender Laube und verbretterter Hochlaube, 18. Jahrhundert | D-1-87-148-40 Wikidata | weitere Bilder |

### Köln
| Lage                     | Objekt     | Beschreibung | Akten-Nr.              | Bild           |
| ------------------------ | ---------- | --- | ---------------------- | -------------- |
| Flur Köln (Standort)     | Kapelle    | Marienkapelle, Satteldachbau, um 1500, Umbau 19. Jahrhundert | D-1-87-148-35 Wikidata | weitere Bilder |
| Kölner Weg 30 (Standort) | Bauernhaus | Einfirsthof, sogenannt 'Beim Kölner', zweigeschossiger Flachsatteldachbau mit verputztem Blockbauobergeschoss, Laube und Hochlaube und erneuerter Wandmalerei, 2. Hälfte 18. Jahrhundert     | D-1-87-148-31 Wikidata | weitere Bilder |
| Kölner Weg 31 (Standort) | Bauernhaus | Einfirsthof, Zum Osl, zweigeschossiger Flachsatteldachbau mit verputztem Blockbauobergeschoss, dreiseitig umlaufender Laube, verbretterter Hochlaube und Sterntür, 2. Hälfte 18. Jahrhundert | D-1-87-148-32 Wikidata | weitere Bilder |
| Kölner Weg 45 (Standort) | Bauernhaus | Einfirsthof, Beim Schopper, zweigeschossiger Flachsatteldachbau mit Eckerker, Blockbauobergeschoss, umlaufender Laube und verbretterter Hochlaube, 1. Hälfte 18. Jahrhundert                 | D-1-87-148-33 Wikidata | weitere Bilder |
| Kölner Weg 48 (Standort) | Bauernhaus | Beim Hammermeister, Obergeschoss-Blockbau, Giebellaube und Laube, 1. Hälfte 18. Jahrhundert                                                                                                  | D-1-87-148-34 Wikidata | weitere Bilder |

### Kreil
| Lage                                     | Objekt     | Beschreibung | Akten-Nr.              | Bild           |
| ---------------------------------------- | ---------- | --- | ---------------------- | -------------- |
| Brünnsteinstraße 49; Nußlberg (Standort) | Bauernhaus | Einfirsthof, sogenannt Beim Kreil, zweigeschossiger Satteldachbau mit Eckerker, Blockbauobergeschoss, dreiseitig umlaufender Laube und Hochlaube, Blockbau bezeichnet 1711, Firstpfette bezeichnet 1914; Hofkapelle, Holzbau mit Satteldach, 18. Jahrhundert | D-1-87-148-58 Wikidata | weitere Bilder |

### Laiming
| Lage                        | Objekt                                   | Beschreibung | Akten-Nr.              | Bild           |
| --------------------------- | ---------------------------------------- | --- | ---------------------- | -------------- |
| Laiminger Weg 21 (Standort) | Wohnteil des Bauernhauses und Hofkapelle | zweigeschossiger Flachsatteldachbau mit Blockbauobergeschoss, umlaufender Laube und verbretterter Hochlaube, Firstpfette und Malschrot bez. 1707; Hofkapelle, Satteldachbau mit Wandfresko, 18. Jh.; mit Ausstattung. Aktueller Zustand (2019): Bauernhaus und Kapelle wurden vor einigen Jahren gründlich saniert. | D-1-87-148-38 Wikidata | weitere Bilder |

### Mühlau
| Lage                                         | Objekt                      | Beschreibung | Akten-Nr.              | Bild           |
| -------------------------------------------- | --------------------------- | --- | ---------------------- | -------------- |
| Brünnsteinstraße 61; Dörfler Berg (Standort) | Bauernhaus                  | Einfirsthof, zweigeschossiger Flachsatteldachbau mit schmaler Laube und breiter Hochlaube, Wandmalereien und geschnitzter Tür, 1847; Hofkapelle, Holzbau mit Steildach, 1815.                                                                  | D-1-87-148-41 Wikidata | weitere Bilder |
| Brünnsteinstraße 65 (Standort)               | Wohnteil eines Bauernhauses | Hof Unterdörfl, zweigeschossiger Satteldachbau mit Kniestock, Laube und Hochlaube, im Kern 18. Jahrhundert, Umgestaltung 1935, südseitiger Standerker mit Hauskapelle im Obergeschoss, 1. Hälfte 19. Jahrhundert; Hauskapelle mit Ausstattung. | D-1-87-148-42 Wikidata | weitere Bilder |
| Mühlauer Straße 71 (Standort)                | Ehemaliges Bauernhaus       | Einfirsthof, zweigeschossiger Flachsatteldachbau mit Eckerker, Blockbauobergeschoss, Laube und teils verbretterter Hochlaube, 18. Jahrhundert                                                                                                  | D-1-87-148-44 Wikidata | weitere Bilder |

### Mühlbach
| Lage                                      | Objekt                               | Beschreibung | Akten-Nr.              | Bild           |
| ----------------------------------------- | ------------------------------------ | --- | ---------------------- | -------------- |
| Bergweg 1 (Standort)                      | Bauernhaus                           | Einfirsthof, zweigeschossiger Flachsatteldachbau mit Blockbauobergeschoss, Laube, dreiseitig umlaufender Hochlaube, Taubenkobel und Sterntüren, 1744.                                                 | D-1-87-148-47 Wikidata | weitere Bilder |
| Franz-Huber-Straße 18 (Standort)          | Wohnteil des ehemaligen Bauernhauses | zweigeschossiger Flachsatteldachbau mit Blockbauobergeschoss, dreiseitig umlaufender Laube und teils verbretterter Hochlaube sowie Sterntür, 1747.                                                    | D-1-87-148-48 Wikidata | weitere Bilder |
| Franz-Huber-Straße 24 (Standort)          | Mühle                                | sog. Brunnschildmühle, zweigeschossiger Satteldachbau mit hohem hölzernen Kniestock, verbrettertem Giebel, Laube, Hochlaube, polygonalem Eckerker, Wandmalerei und Hausfigur, 1818, im Kern älter.    | D-1-87-148-49 Wikidata | weitere Bilder |
| Franz-Huber-Straße 26 (Standort)          | Wohnhaus, Hauskapelle                | Ehem. Nebengebäude der Mühle, 1818, Umbau zum Landhaus mit Schopfwalmdach, Lauben und bemalten Traufuntersichten, im Heimatstil, im Innern bez. 1910, mit eingebauter Kapelle, 1819; mit Ausstattung. | D-1-87-148-90          | weitere Bilder |
| Franz-Prantl-Straße 22 (Standort)         | Wohnhaus                             | zweigeschossiger Halbwalmdachbau mit Putzgliederung, Biedermeier, Mitte 19. Jahrhundert | D-1-87-148-50 Wikidata | weitere Bilder |
| Luegsteinholz, Luegsteinwand (Standort)   | Befestigungsmauer                    | Front- und Befestigungsmauern mit Torbogen der Höhlenburg Luegstein, sog. Grafenloch, sowie der danebenliegenden Wirtschaftshöhle, sog. Rossstall, 11. Jh.                                            | D-1-87-148-91          | BW             |
| Mühlenstraße 3; Mühlenstraße 5 (Standort) | Bauernhaus                           | Doppelbauernhaus, zweigeschossige Flachsatteldachbauten mit Blockbauobergeschossen, umlaufender Laube, teils verbretterter Hochlaube und verbretterter Laube, 1. Hälfte 18. Jahrhundert               | D-1-87-148-51 Wikidata | weitere Bilder |
| Nähe Rosenheimer Straße (Standort)        | Bildstock                            | Natursteinpfeiler, bezeichnet 1831. | D-1-87-148-84 Wikidata | weitere Bilder |
| Rosenheimer Straße 125 (Standort)         | Gasthaus Niederauer                  | zweigeschossiger Halbwalmdachbau mit Putzgliederung, Rundbogenöffnungen und -portal, Biedermeier, 1. Hälfte 19. Jahrhundert                                                                           | D-1-87-148-52 Wikidata | weitere Bilder |

### Nußlberg
| Lage                            | Objekt                                                                  | Beschreibung | Akten-Nr.              | Bild           |
| ------------------------------- | ----------------------------------------------------------------------- | --- | ---------------------- | -------------- |
| Nußlberg (Standort)             | Klause                                                                  | zweigeschossiger Putzbau mit Schindel-Zeltdach, 1719-20; Brunnenschacht, wohl 18. Jahrhundert, mehrfach erneuert.                     | D-1-87-148-54 Wikidata | Klause         |
| Nußlberg (Standort)             | Katholische Filial- und Wallfahrtskirche Zur Schmerzhaften Muttergottes | Saalbau aus unverputztem Tuffsteinmauerwerk mit Satteldach, Vorhalle auf Säulen und Chorturm mit Spitzhelm, 1872-75; mit Ausstattung. | D-1-87-148-53 Wikidata | weitere Bilder |
| Nußlberg; Bichleralm (Standort) | Kreuzwegstationen                                                       | Bildstöcke aus Holz mit Farbtafeln, Ende 19. Jahrhundert                                                                              | D-1-87-148-66 Wikidata | weitere Bilder |

### Ramsau
| Lage                | Objekt     | Beschreibung                                                                                | Akten-Nr.              | Bild           |
| ------------------- | ---------- | ------------------------------------------------------------------------------------------- | ---------------------- | -------------- |
| Ramsau 1 (Standort) | Hofkapelle | Satteldachbau mit geschwungenem Giebel und Putzgliederungen, Rokoko, 1785; mit Ausstattung. | D-1-87-148-45 Wikidata | weitere Bilder |

### Rechenau
| Lage                  | Objekt  | Beschreibung | Akten-Nr.              | Bild           |
| --------------------- | ------- | --- | ---------------------- | -------------- |
| Rechenau 2 (Standort) | Kapelle | Satteldachbau im Nebengebäude des Hofes mit Putzgliederung und barocken Wandmalereien, 18. Jahrhundert; mit Ausstattung. | D-1-87-148-55 Wikidata | weitere Bilder |

### Ried
| Lage              | Objekt     | Beschreibung | Akten-Nr.              | Bild           |
| ----------------- | ---------- | --- | ---------------------- | -------------- |
| Ried 1 (Standort) | Bauernhaus | Einfirsthof, zweigeschossiger Flachsatteldachbau mit Blockbauobergeschoss, umlaufender Laube, teilveretterter Hochlaube und Wandfresko, bezeichnet 1779; am Wirtschaftsteil Kruzifix, 19. Jahrhundert | D-1-87-148-56 Wikidata | weitere Bilder |

### Schöffau
| Lage                           | Objekt              | Beschreibung | Akten-Nr.              | Bild           |
| ------------------------------ | ------------------- | --- | ---------------------- | -------------- |
| Brünnsteinstraße 25 (Standort) | Bauernhaus          | Einfirsthof, sogenannt Bichl in der Schöffau, zweigeschossiger Flachsatteldachbau mit Eckerker, Blockbauobergeschoss, dreiseitig umlaufender Laube und Hochlaube, 18. Jahrhundert            | D-1-87-148-57 Wikidata | weitere Bilder |
| Thierseestraße 241 (Standort)  | Ehemaliges Zollhaus | zweigeschossiger Walmdachbau mit Rundbogenfenstern, -tür und Putzgliederung, um Mitte 19. Jahrhundert Der Zustand des Gebäudes ist sehr schlecht (Stand März 2020), siehe Fotos bei Commons. | D-1-87-148-59 Wikidata | weitere Bilder |

### Troyer
| Lage                   | Objekt     | Beschreibung | Akten-Nr.              | Bild           |
| ---------------------- | ---------- | --- | ---------------------- | -------------- |
| Flur Troyer (Standort) | Alm        | sogenannt Kurzalpl, Steinbau aus unverputzten Bruchsteinen mit Satteldach, 1876. | D-1-87-148-73 Wikidata | BW             |
| Troyer 1 (Standort)    | Bauernhaus | Einfirsthof, sogenannt Beim Troyer, zweigeschossiger Flachsatteldachbau mit Eckerker, Blockbauobergeschoss, dreiseitig umlaufender Laube, Hochlaube und Rautentür, Firstpfette bezeichnet 1689. | D-1-87-148-67 Wikidata | weitere Bilder |
| Troyer 2 (Standort)    | Zuhaus     | zum Bauernhaus sogenannt Beim Troyer gehörig, zweigeschossiger Flachsatteldachbau mit Blockbauobergeschoss, Laube und Hochlaube, Firstpfette bezeichnet 1682.                                   | D-1-87-148-60 Wikidata | weitere Bilder |
| Troyer 3 (Standort)    | Hofkapelle | zum Bauernhaus sogenannt Beim Troyer gehörig, Steildachbau mit Rundbogenöffnung mit Heiligenfigur und Wandfresko, 1626; mit Ausstattung.                                                        | D-1-87-148-61 Wikidata | weitere Bilder |

### Wall
| Lage              | Objekt     | Beschreibung | Akten-Nr.              | Bild           |
| ----------------- | ---------- | --- | ---------------------- | -------------- |
| Wall 1 (Standort) | Bauernhaus | Einfirsthof, sogenannter Wallerhof, zweigeschossiger Flachsatteldachbau mit Blockbauobergeschoss, umlaufender Laube und teils verbretterter Hochlaube, 17./18. Jahrhundert; Nebengebäude, zweigeschossiger Holzbau mit Flachsatteldach, teilweise Blockbau, Außentreppe und Laube, 18. Jahrhundert | D-1-87-148-46 Wikidata | weitere Bilder |

### Wildgrub
| Lage                     | Objekt                | Beschreibung | Akten-Nr.              | Bild           |
| ------------------------ | --------------------- | --- | ---------------------- | -------------- |
| Flur Wildgrub (Standort) | Weilerkapelle         | Steildachbau mit geschweiftem Giebel, Putzgliederungen, Rundbogenfenstern, Rautentür und Wandmalereien, Rokoko, 1750; mit Ausstattung.                                                         | D-1-87-148-62 Wikidata | weitere Bilder |
| Wildgrub 3 (Standort)    | Ehemaliges Bauernhaus | zweigeschossiger, einseitig abgeschleppter Flachsatteldachbau mit Eckerker, Blockbauobergeschoss, Laube, Hochlaube und geschnitzter Tür, Mitte 18. Jahrhundert, 1924 Kniestock und Dachaufbau. | D-1-87-148-63 Wikidata | weitere Bilder |
| Wildgrub 5 (Standort)    | Wohnhaus              | sogenanntes Jägerhaus, zweigeschossiger Flachsatteldachbau mit Blockbauobergeschoss und zweiseitig umlaufender Laube, wohl Ende 17./Anfang 18. Jahrhundert, Firstpfette bezeichnet 1805.       | D-1-87-148-64 Wikidata | weitere Bilder |

### Windhag
| Lage                 | Objekt     | Beschreibung | Akten-Nr.              | Bild           |
| -------------------- | ---------- | --- | ---------------------- | -------------- |
| Windhag 2 (Standort) | Hofkapelle | sogenannte Windhag-Kapelle, Zentralbau mit Kuppeldach und östlich angesetztem Altarraum, barock, 1782; mit Ausstattung. | D-1-87-148-30 Wikidata | weitere Bilder |

### Almen

#### Gachenalm
| Lage                 | Objekt | Beschreibung                                                                                          | Akten-Nr.              | Bild           |
| -------------------- | ------ | --- | ---------------------- | -------------- |
| Gachenalm (Standort) | Alm    | sogenannte Gachalpl, Holzbau mit Flachsatteldach und Eckerker in Blockbauweise, Mitte 19. Jahrhundert | D-1-87-148-69 Wikidata | weitere Bilder |

#### Guggenalm
| Lage                 | Objekt                      | Beschreibung                                                                                           | Akten-Nr.              | Bild           |
| -------------------- | --------------------------- | --- | ---------------------- | -------------- |
| Guggenalm (Standort) | Jagdhütte auf der Guggenalm | sogenannte Jagdhütte, Holzbau, Firstpfette bezeichnet 1823.                                            | D-1-87-148-71 Wikidata | weitere Bilder |
| Guggenalm (Standort) | Guggenalm                   | sogenannte Guggenalm, verschindelter Holzbau auf Steinsockel mit Satteldach und Schindeldeckung, 1780. | D-1-87-148-70 Wikidata | weitere Bilder |

#### Oberaudorferalm
| Lage                        | Objekt | Beschreibung | Akten-Nr.              | Bild           |
| --------------------------- | ------ | --- | ---------------------- | -------------- |
| Oberaudorfer Alm (Standort) | Alm    | sogenannte Oberaudorfer Almen, drei Almgebäude, Almhütte, Holzbau mit Flachsatteldach, Mitte 19. Jahrhundert; Almhütte, Holzbau mit Flachsatteldach, 1852; Jagdhütte, verschindelter Holzbau auf Steinsockel mit Satteldach und Hochlaube, Mitte 19. Jahrhundert | D-1-87-148-75 Wikidata | weitere Bilder |
| Oberaudorfer Alm (Standort) | Alm    | sogenannte Lambacherhütte, Holzbau auf Steinsockel mit Flachsatteldach, 18./19. Jahrhundert | D-1-87-148-78 Wikidata | weitere Bilder |
| Oberaudorfer Alm (Standort) | Alm    | sogenannte Ramerbäckalm, Holzbau auf Steinsockel mit Flachsatteldach mit Schindeldeckung und Blockbau-Südteil, um 1850. | D-1-87-148-80 Wikidata | weitere Bilder |
| Oberaudorfer Alm (Standort) | Alm    | sogenannte Baumayralm, Steinbau mit Flachsatteldach und hohem hölzernen Kniestock, 1817. | D-1-87-148-68 Wikidata | Alm            |
| Oberaudorfer Alm (Standort) | Alm    | sogenannt Krändlkaser, Holzbau auf Steinsockel Flachsatteldach, 18./19. Jahrhundert | D-1-87-148-76 Wikidata | weitere Bilder |
| Oberaudorfer Alm (Standort) | Alm    | sogenannte Oberdörflerhütte, Holzbau auf Steinsockel mit Satteldach und teilweise Blockbau, 18./19. Jahrhundert | D-1-87-148-79 Wikidata | weitere Bilder |
| Oberaudorfer Alm (Standort) | Alm    | sogenannte Kurzenwirtalm, Holzbau auf Steinsockel mit Flachsatteldach, 18./19. Jahrhundert | D-1-87-148-77 Wikidata | weitere Bilder |

#### Wirtsalm
| Lage                | Objekt | Beschreibung                                                                                 | Akten-Nr.              | Bild           |
| ------------------- | ------ | -------------------------------------------------------------------------------------------- | ---------------------- | -------------- |
| Wirtsalm (Standort) | Alm    | sogenannt Wirtsalpl, Holzbau mit Flachsatteldach und teilweise Blockbau, 18./19. Jahrhundert | D-1-87-148-82 Wikidata | BW             |
| Wirtsalm (Standort) | Alm    | sogenannt Wirtsalm, Steinbau mit Flachsatteldach, 18./19. Jahrhundert                        | D-1-87-148-83 Wikidata | weitere Bilder |

## Ehemalige Baudenkmäler
In diesem Abschnitt sind Objekte aufgeführt, die früher einmal in der Denkmalliste eingetragen waren, jetzt aber nicht mehr. Objekte, die in anderem Zusammenhang – also z. B. als Teil eines Baudenkmals – weiter eingetragen sind, sollen hier nicht aufgeführt werden. Aktennummern in diesem Abschnitt sind ehemalige, jetzt nicht mehr gültige Aktennummern.

| Lage                             | Objekt                    | Beschreibung | Akten-Nr.              | Bild                      |
| -------------------------------- | ------------------------- | --- | ---------------------- | ------------------------- |
| Breitenau Breitenau 7 (Standort) | Wohnteil des Bauernhauses | zweigeschossiger Flachsatteldachbau mit Blockbauobergeschoss, dreiseitig umlaufender Laube und verbretterter Hochlaube sowie polygonem Eckerker, 18. Jahrhundert, 1925 Dachaufbau. | D-1-87-148-27 Wikidata | Wohnteil des Bauernhauses |
| Nußlberg (Standort)              | Nußlbergalm               | stattlicher Holzblockbau mit Schopfwalmdach, 1827 (ehem. Scharschindeldeckung). |                        | weitere Bilder            |